# Mighty Ducks – Das Superteam
Mighty Ducks – Das Superteam (orig. The Mighty Ducks) ist eine US-amerikanische Sportkomödie von 1992, die unter der Regie von Stephen Herek gedreht wurde. Der Film handelt von einem erfolgreichen Yuppie-Anwalt, der als Strafe seiner Trunkenheitsfahrt 500 Stunden gemeinnützige Arbeit als Jugend-Eishockeytrainer ableisten soll. Anfangs wenig begeistert, beginnt er Spaß an der Sache zu finden und führt die Kids von Sieg zu Sieg, bis er auf seine ehemalige Mannschaft trifft, mit deren Trainer ihn ein traumatisches Ereignis verbindet.

## Handlung
Der Junganwalt Gordon Bombay hat mit teils unfairen Tricks 30 Prozesse in Folge gewonnen. Durch seine Skrupellosigkeit schädigt er jedoch gleichzeitig den Ruf seiner Kanzlei. Als Gordon wieder einmal betrunken am Steuer erwischt wird, handelt sein Chef Gerald Ducksworth mit dem Richter einen Deal aus: Gordon soll 500 Stunden gemeinnützige Arbeit als Jugend-Eishockeytrainer ableisten, damit er dadurch eine Lektion in puncto Fairness und Teamgeist erfährt. Natürlich ist er nicht gerade sehr begeistert von dieser Aufgabe, doch da er als Jugendlicher selbst ein begeisterter Spieler war, sagt er schließlich zu.
Als er jedoch sieht, dass seine Schützlinge Spiel um Spiel verlieren und sich dabei fürchterlich blamieren, erweckt das seinen Sportgeist. Durch Geldmittel seiner Kanzlei finanziert er die komplette Ausrüstung seines Teams, und schon bald stellen sich unter seiner Führung die ersten Erfolge ein. Mit dem neuen Namen Ducks führt Gordon die ehemaligen Loser bis ins Endspiel der Juniorenmeisterschaft von Minnesota. Dort treffen die Ducks auf die Hawks, das ehemalige Team von Trainer Gordon und Ducks-Spieler Banks, mit dessen Trainer Jack Reilly Gordon noch eine Rechnung offen hat. Letztendlich gewinnen die Ducks das Endspiel durch einen Penalty von Charlie Conway.

## Hintergrund
Der Film wurde in verschiedenen Städten ausschließlich in Minnesota gedreht. Die Mighty Ducks of Anaheim, jetzt Anaheim Ducks, verdanken ihren Namen dem Film. Die Disney-Tochterfirma Buena Vista produzierte Mighty Ducks, während Disney selbst das Team gründete. Disneys Bosse versprachen sich von der Benennung einen Synergie-Effekt, der jedoch nur mäßig eintrat. Mike Modano und Basil McRae haben als damalige Spieler der Minnesota North Stars einen Cameo-Auftritt im Film.
Es folgten noch die Fortsetzungen Das Superteam kehrt zurück (1994) und Jetzt mischen sie die Highschool auf (1996), die in den USA an den Erfolg des ersten Teils anknüpfen konnten, jedoch in Deutschland nicht so erfolgreich waren. Am 26. März 2021 wurde auf dem Streamingdienst Disney+ die Serie Game Changer veröffentlicht, die Jahrzehnte nach den Ereignissen des ersten Teils spielt.

## Rezeption
„Pädagogisch wertvoll und trotzdem unterhaltsam.“

„Sportlergeschichte für die Kleinen, die mit den typischen Motiven des Genres aufwartet: Läuterung, Teamgeist und Willen zum Erfolg. Mäßige Unterhaltung nach vertrauten Mustern.“

„Nette Disney-Komödie von Stephen Herek mit einigen Längen, aber auch temporeichen und witzigen Szenen auf dem Eis und gleichzeitig ein überzeugendes Plädoyer für Fairplay und Teamgeist. Als Produzenten fungierten Jordan Kerner und der Regisseur Jon Avnet.“

Die Filmbewertungsstelle Wiesbaden verlieh dem Film das Prädikat „wertvoll“.
1993 erhielt der Film folgende Nominierungen zum Young Artist Award:
- Beste Darstellung in einem Spielfilm – Nebendarsteller (Marguerite Moreau)
- Beste Gruppe in einem Spielfilm (Joshua Jackson, Elden Henson, Shaun Weiss, Matt Doherty, Brandon Quintin Adams, J.D. Daniels, Aaron Schwartz, Garette Ratliff Henson, Marguerite Moreau, Jane Plank, Jussie Smollett, Vincent Larusso, Danny Tamberelli)